# Laure Gardette
Laure Gardette (Lentigny, 1969) è una montatrice francese.
Nel 2012 ha vinto il premio César per il miglior montaggio per Polisse.

## Filmografia
- Pardonnez-moi, regia di Maïwenn (2006)
- Caramel (Sukkar banāt), regia di Nadine Labaki (2007)
- Le Bal des actrices, regia di Maïwenn (2009)
- Potiche - La bella statuina (Potiche), regia di François Ozon (2010)
- Polisse, regia di Maïwenn (2011)
- Nella casa (Dans la maison), regia di François Ozon (2012)
- Tutti pazzi per Rose (Populaire), regia di Régis Roinsard (2012)
- Giovane e bella (Jeune et Jolie), regia di François Ozon (2013)
- Un castello in Italia (Un château en Italie), regia di Valeria Bruni Tedeschi (2013)
- Una nuova amica (Une nouvelle amie), regia di François Ozon (2014)
- Frantz, regia di François Ozon (2016)
- Patients, regia di Grand Corps Malade e Mehdi Idir (2017)
- Doppio amore (L'Amant double), regia di François Ozon (2017)
- La Prière, regia di Cédric Kahn (2017)
- Cafarnao - Caos e miracoli (Kafarnāḥūm), regia di Nadine Labaki (2018)
- Grazie a Dio (Grâce à Dieu), regia di François Ozon (2019)
- L'anno che verrà (La Vie scolaire), regia di Grand Corps Malade e Mehdi Idir (2019)
- Estate '85 (Été 85), regia di François Ozon (2020)
- DNA - Le radici dell'amore (ADN), regia di Maïwenn (2020)
- È andato tutto bene (Tout s'est bien passé), regia di François Ozon (2021)
- Peter von Kant, regia di François Ozon (2022)
- Jane Campion, la femme cinéma, regia di Julie Bertuccelli – documentario (2022)
- November - I cinque giorni dopo il Bataclan (Novembre), regia di Cédric Jimenez (2022)
- Mon Crime - La colpevole sono io (Mon Crime), regia di François Ozon (2023)
- Jeanne du Barry - La favorita del re (Jeanne du Barry), regia di Maïwenn (2023)

## Riconoscimenti
- Premio César
  - 2012 - Miglior montaggio per Polisse
  - 2017 - Candidatura al miglior montaggio per Frantz
  - 2020 - Candidatura al miglior montaggio per Grazie a Dio
  - 2021 - Candidatura al miglior montaggio per Estate '85
  - 2023 - Candidatura al miglior montaggio per November - I cinque giorni dopo il Bataclan